# 기도

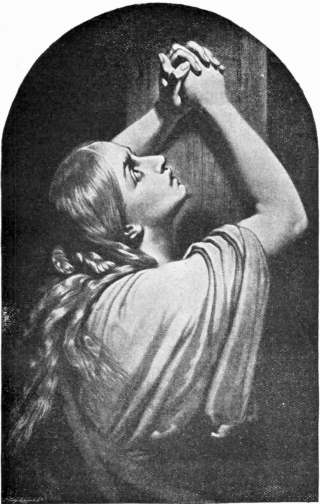
기도하는 막달라 마리아

기도(祈禱)는 신 또는 신격화된 대상과 의사소통을 시도하려는 행위, 또는 신에게 무엇인가를 간청하는 행위를 말한다. 의식 안에서 행하는 기도는 예배라고도 한다.
불교의 경우 기도는 '눈을 안으로 돌이키는 노력', 즉 내 욕심과 고집을 버리고 다 함께 행복한 세상을 위해 깨닫겠다는 원을 세우고 이를 성취하려는 노력의 행위이다.

## 개요
기도는 신 또는 거룩히 여기는 대상에게 의사소통을 시도하는 인간의 행위 양식이다. 일반적으로 스스로가 가야 할 길을 구하거나, 도움을 구하거나, 죄를 고백하거나, 사람의 감정을 표현하는 목적으로 한다.기도는 신성하게, 영이 가득한 말을 연속적으로 하는 형태이다. 신에 대하여 자신의 생각과 의지를 표현하는 행동을 통틀어서 '기도'라 한다.
외형적으로 볼 때, 기도하는 사람은 독백을 하거나, 말없이 수행하는 묵도의 형태이다. 또한 말을 하며, 눈을 감거나, 합장, 엎드리기, 또는 일정 구획을 걷는 등의 신체적인 행위 또는 자세를 동반하기도 한다. 기도는 개인이 직접하기도 하고 여럿이서 함께 행하기도 한다. 기도에 쓰는 말은 찬송, 주문, 또는 기타 자발적인 발언의 형태이다.
기도의 의식은 이념이나 종교에 따라 여러 가지 형태로 정의한다. 기도는 종교 생활의 가장 기본적인 행동 가운데 하나이다. 단, 종교에 국한하지 않고, 명절 혹은 제사 때 조상을 기리거나, 천지신명 또는 하늘에서 떨어지는 유성우를 보고 소원을 빌거나, 애니미즘, 막연한 대상에게 취하는 감사 등의 행위에 이르기까지 보편적으로 '기도' 또는 '빎'이라는 용어로 규정한다. 예컨대, 무엇인가에 '빎' 또는 기도는 더욱 근원적인 욕구에 근거한 인간의 보편적인 활동 양식이다. 그 대상, 때, 장소, 개인의 사상 또한 천차만별이다.

## 각 종교에서의 기도의 양식

### 불교
불교에서 볼 수 있는 기도의 성격을 갖는 행동으로는 다음과 같은 것들이 있다.
- 독경
- 삼배 또는 백팔배
- 염불
- 합장
- 만트라 : 짧은 기도 문구를 계속 반복하여 되뇌는 것.

### 기독교

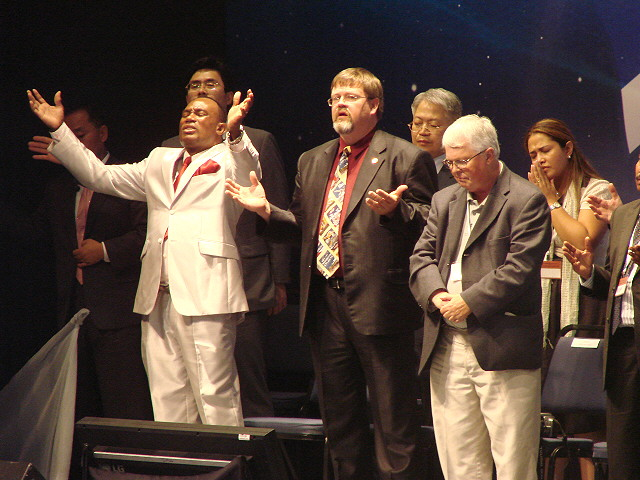
기도하는 기독교인들

기도는 일반적으로 "아멘"으로 끝을 맺는다. 정교회와 천주교, 루터교, 성공회의 경우 기도를 또 다른 기도인 성호경으로 시작해서 성호경으로 끝내며, 기도문의 끝은 무조건 "아멘"으로 끝난다.
공통
- 주의 기도
- 신앙고백
  - 사도신경
  - 니케아-콘스탄티노폴리스 신경
- 기타

가톨릭
- 성호경
- 성모송
- 로사리오 기도
- 십자가의 길
- 영광송
- 화살기도

개신교
- 통성기도
- 방언기도
- 중보기도
- 대표기도
- 하느님의 어린양(루터교회)
- 거룩하시다 : 감리교회에서는 삼성경이라고 함.
- 죄의 고백과 사죄선언
- 묵도 : 침묵하는 기도.
- 영광송(루터교회)

성공회
- 성호경
- 성모송
- 묵주기도
- 영광송
- 화살기도
- 성무일과에 따른 기도(아침, 낮, 저녁, 밤기도로 구분하며, 성공회 기도서를 기준으로 한다.)
- 성찬기도 : 성만찬을 집전하는 성직자가 하는 기도. 성만찬의 제정사, 성령의 청원, 감사의 기도로 이뤄진다.
- 교회와 사회를 위한 기도 : 감사성찬례 때 전례봉사자가 한다.
- 총도문
- 연도
- 거룩하시다.
- 하느님의 어린양
- 죄의 고백
- 죄의 용서
- 관상기도 : 하느님에게 집중하는 기도.

정교회
- 성무일과에 따른 기도
- 예수 기도 : 하느님의 아들, 예수 그리스도여. 우리를 불쌍히 여기소서.
- 영광송

### 이슬람교
이슬람교의 기도 행위는 (만인이 평등하기에 사람에게 엎드리면 안 된다.)성지 메카가 위치한 방향을 향해 엎드리는 형식이다. 이 행동은 이슬람교도에게 일종의 생활 습관 수준으로 자리잡았다. 이슬람교도는 어디에 있든 매일 정한 시간에 기도를 바친다. 이를 위한 전용 융단도 존재한다. 자신이 있는 위치에서 메카가 있는 방향을 중시하여 나침반 등의 도구를 이용한다. 장거리 운행 비행기의 기내 정보 시스템을 이용하여, 현 위치를 기준으로 메카 위치를 제공하기도 한다.

## 같이 보기
- 기독교 신비주의
- 호오포노포노
- 주술적 사고
- 묵도
- 기도 매듭
- 마니차
- 묵주